# La Nouvelle Justine
La Nouvelle Justine ou les Malheurs de la vertu du marquis de Sade est la troisième version du roman de Justine, publiée en 1797 (la date de 1799 proposée par Pascal Ract-Madoux semble incorrecte) et suivie début 1801 par l'Histoire de Juliette, ou les Prospérités du vice. La première édition du roman se compose de dix volumes illustrés de cent gravures obscènes, ce qui en faisait à l'époque « la plus importante entreprise de librairie pornographique clandestine jamais vue dans le monde » selon Jean-Jacques Pauvert. Cela entraîna une importante spéculation de librairie, vu le succès de la version de 1791, et vaudra à son auteur, sous le Consulat, une arrestation sans inculpation et sans jugement, puis un enfermement à vie à l'asile de fous de Charenton.

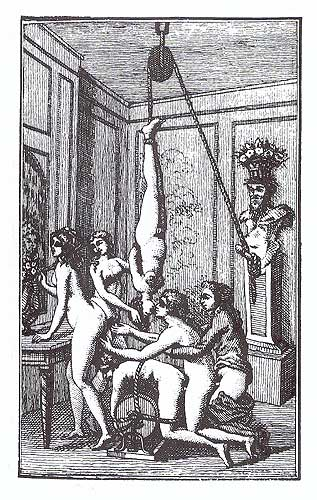
Illustration d'une édition hollandaise.

## Les trois versions de Justine
Rappelons qu’il existe trois versions de l’histoire de Justine, réunies pour la première fois dans le tome II des œuvres de Sade publiées dans la Pléiade en 1995 :
- Les Infortunes de la vertu (1787) :

La version primitive écrite à la Bastille était un conte philosophique destiné à faire partie du recueil des Contes et Fabliaux du XVIIIe siècle que Sade était en train de rédiger. « En raison du développement progressif des aventures de l’héroïne, qui imposait de continuelles augmentations au texte primitif », écrit Maurice Heine, « Sade prit la décision de considérer son ouvrage comme un roman ». Les Infortunes de la vertu ont été publiées pour la première fois en 1930 par les soins de Maurice Heine.
- Justine ou les Malheurs de la vertu (1791) :

C'est le premier ouvrage de Sade à être publié, mais de façon anonyme. Il rencontre un grand succès et ne comporte aucune illustration sauf un frontispice allégorique.
- La Nouvelle Justine ou les Malheurs de la vertu (1797), suivi de l'Histoire de Juliette, ou les Prospérités du vice (1801).

Deux ouvrages publiés coup sur coup, toujours de façon anonyme.
Ces trois versions se différencient par :
- l'amplification :

De la première à la dernière version, Sade ne cesse de multiplier les malheurs de Justine – et d’expliciter les scènes érotiques - comme il ne cesse de prolonger et de durcir  les dissertations idéologiques : la première version occupe 118 pages dans l’édition de la Pléiade, la deuxième 259 pages et la troisième 705 pages (sans compter l’histoire de Juliette qui occupe 1080 pages). L'amplification passe aussi par les illustrations : un frontispice allégorique dans Justine ou les Malheurs de la vertu, quarante gravures obscènes dans la Nouvelle Justine.
- le vocabulaire :

Retenu dans les deux premières versions (emploi de périphrases, d’allusions), il est ouvertement obscène dans la Nouvelle Justine.
- la narration :

Justine est narratrice de ses malheurs dans les deux premières versions. Le vocabulaire de la jeune fille et ses réticences morales limitent son évocation des passions dont elle est victime. Elle perd la parole dans la Nouvelle Justine, le récit devient objectif, aucune nécessité narrative ne bride plus les descriptions de violence et d'orgie.

## La Nouvelle Justine ou les Malheurs de la vertu (1797)

### L'édition originale
La Nouvelle Justine est imprimée à Paris en 1797, sans nom d'auteur et d'éditeur, avec la fausse adresse « en Hollande ». Un « Avis de l'éditeur » précise :
 « Le manuscrit original d'un ouvrage qui, tout tronqué, tout défiguré qu'il était, avait néanmoins obtenu plusieurs éditions, entièrement épuisées aujourd'hui, nous nous empressons de le donner au public tel qu'il a été conçu par son auteur, qui l'écrivit en 1788. Un infidèle ami […] en fit un extrait qui a paru sous le titre simple de Justine ou les Malheurs de la Vertu, misérable extrait bien au-dessous de l'original, et qui fut constamment désavoué par celui dont l'énergique crayon a dessiné la Justine et sa sœur que l'on va voir ici. 
 « Nous n'hésitons pas à les offrir telles que les enfanta le génie de cet écrivain à jamais célèbre, ne fût-ce que par cet ouvrage […] » 
La Bibliothèque nationale a fait l'acquisition d'un exemplaire de l'édition originale en dix volumes (Trésors de l'écrit. 10 ans d'enrichissement du patrimoine écrit, Réunions des musées nationaux, 1991, p. 110).

### Le roman
Un résumé de la version de 1791 a été donné dans Justine ou les Malheurs de la vertu. Le passage de la version de 1791 à celle de 1797 est partiellement constitué par cent onze notes, révélées par Maurice Heine et publiées pour la première fois en 1933 dans la revue Le Surréalisme au service de la révolution. Ces notes indiquent le projet d'une amplification des aventures, des personnages, et des « dissertations philosophiques » (souvent empruntées aux philosophes des Lumières) : Le couvent de Saint-Marie-des-Bois, par exemple, nous offre non plus quatre, mais six moines à la tête d'un sérail qui ne comprend pas moins de dix-huit garçons et trente filles. De nouveaux personnages sont créés : la Delmonse et son complice Dubourg, M. et Mme d'Esterval, tenanciers d'une auberge rouge, M. de Bandole, Roger et ses mendiants. L'allongement du récit est aussi accentué par deux histoires enchassées, celles d'un moine, Jérôme, et d'une femme Séraphine.

### L'opération de librairie
Il revenait à Jean-Jacques Pauvert, premier éditeur à publier l'œuvre intégrale de Sade, d'attirer l'attention, dans sa biographie Sade vivant (T. III, p. 299), sur l'opération de librairie qui consistait à publier en 1799 et 1800 les dix volumes (environ 3600 pages) de La Nouvelle Justine, suivie de l'Histoire de Juliette sa sœur illustrés de 101 gravures licencieuses, formant ici « la plus importante entreprise de librairie pornographique clandestine jamais vue dans le monde. Aujourd'hui même, en 1990, nous ne connaissons toujours aucun exemple approchant ». Il précise que :
 « L'entreprise aura mobilisé les plus connus des libraires, imprimeurs, brocheurs, graveurs de la région parisienne spécialisés à l'époque dans le livre obscène clandestin. Il faut y ajouter les commanditaires, leur présence est certaine. Même groupés, imprimeurs et auteur n'auraient pu faire les frais à l'époque, sans aide, d'une opération aussi gigantesque. » 
Il s'agit en effet de mettre en vente plusieurs milliers d'exemplaires d'une collection proposée au public au prix de 100 francs en 1801, soit un chiffre d'affaires total de plusieurs centaines de milliers de francs, suivant le tirage, à une époque où « un ouvrier considéré comme bien payé gagnait 600 francs par an, et vivait correctement » — cette édition cible bien entendu la grande bourgeoisie cultivée. Les saisies policières organisées sous le Consulat, feront encore monter les prix : d'après Louis-Marie de Sade, l'un des fils du marquis, en 1807, les dix volumes se vendaient 300 francs.

### Les réactions
Colnet du Ravel, libraire et journaliste, fait paraître dans son bulletin La Revue littéraire de l’an VII l’information suivante qui se révèle être une dénonciation publicitaire : 
« Si vous avez lu Justine, vous croyez sans doute que le cœur le plus dépravé, l’esprit le plus dégradé, l’imagination la plus bizarrement obscène ne peuvent rien inventer qui outrage autant la raison, la pudeur et l’humanité ; détrompez-vous, ce chef d’œuvre de corruption vient d’être surpassé ou plutôt l’auteur vient de se surpasser lui-même, en mettant à jour La Nouvelle Justine, encore plus détestable que la première. Cet auteur infâme, je le connais, mais son nom ne souillera pas ma plume ; je connais aussi le libraire qui s’est chargé de vendre cette dégoûtante production ; qu’il rougisse de s’associer à la honte qui environne un scélérat, dont le nom rappelle ce que le crime a de plus hideux ».
Les dénonciations – non publicitaires cette fois – se multiplient dès la parution de l’ouvrage. Comme pour la Justine de 1791, Sade en désavoue farouchement la paternité. Le 9 novembre 1799, le Consulat remplace le Directoire. La police de Fouché s'attaque au marché de la pornographie et va faire preuve, là comme ailleurs, de sa redoutable efficacité. Une première saisie a lieu en août 1800.
Le 6 mars 1801, Sade est arrêté chez son imprimeur Nicolas Massé. Le procès-verbal de la perquisition mentionne « des volumes de La Nouvelle Justine avec des additions et corrections manuscrites de la main de Sade ». Apportait-il à son imprimeur une nouvelle version de cette œuvre sans cesse récrite ?
Toujours est-il que période libérale que vit la librairie française depuis 1790 prend fin en 1804, avec le rétablissement de la censure.

### Les illustrations
Le ou les auteurs de ces images (dessins et gravures) sont inconnus.

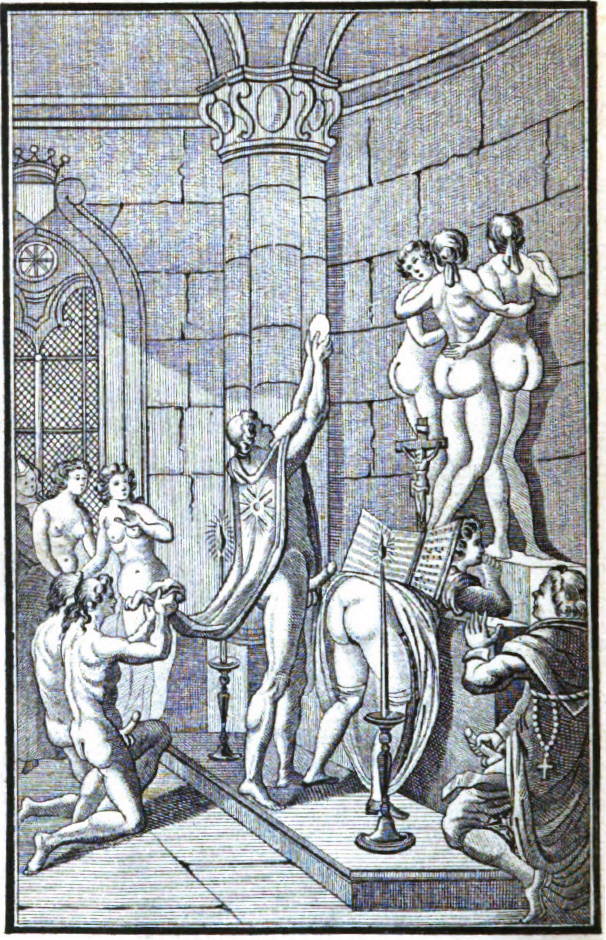
Orgie avec un moine
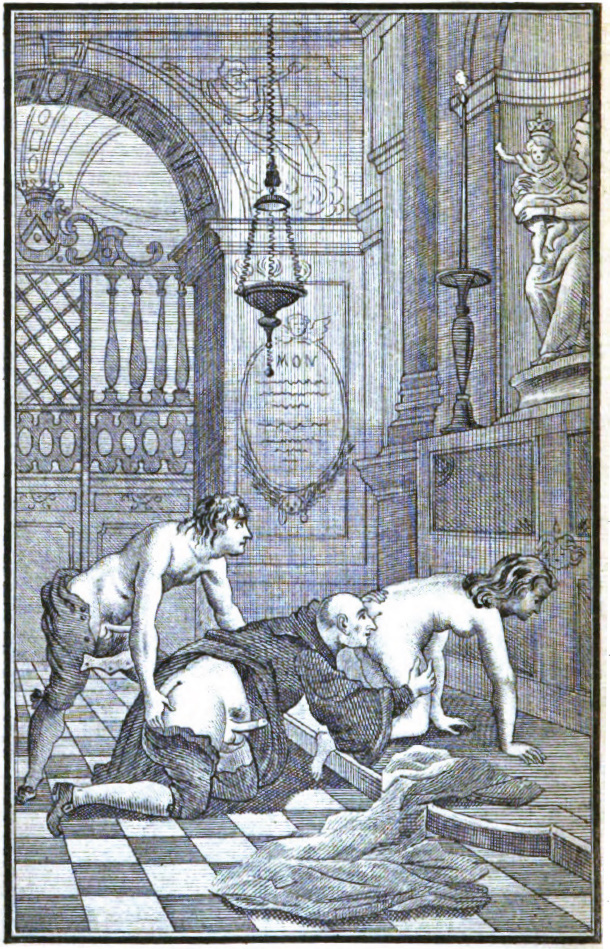
Ménage à trois bisexuel
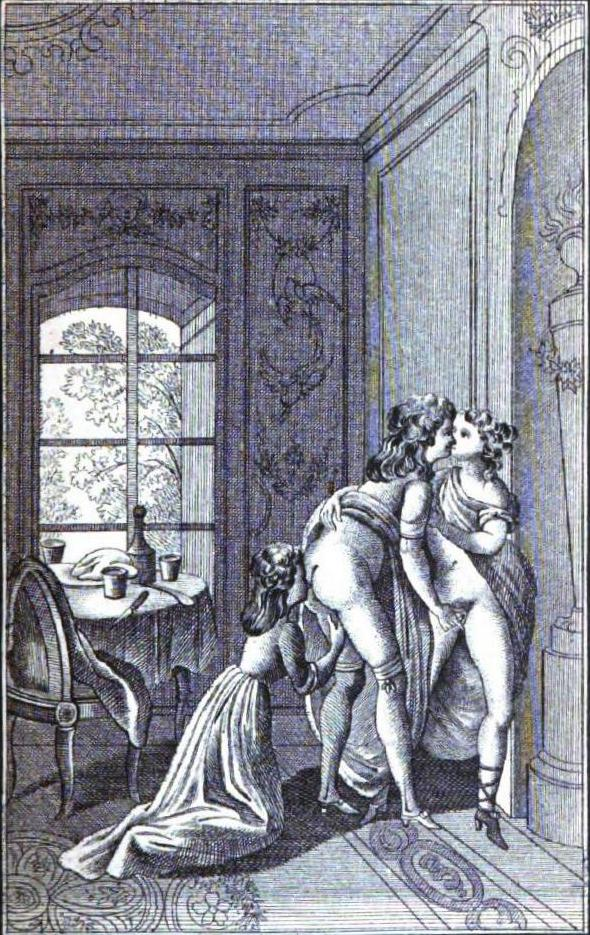
Ménage à trois lesbien

## Sources
1. ↑  Philippe Kassarian et Hugues Ouvrard, "La Nouvelle Justine de Sade : de nouvelles découvertes et une nouvelle année pour l’Edition Originale, 1797", Bibliophile.com, 10 avril 2021. Consulté 17 juillet 2025.
2. ↑  Pascal Ract-Madoux, "L’Édition originale de La Nouvelle Justine et Juliette", Bulletin du bibliophile, volume I, 1992.

- Pascal Ract-Madoux, L’Édition originale de la Nouvelle Justine et Juliette, Bulletin du bibliophile, 1992, I
- Maurice Heine, Le Marquis de Sade, Paris, Ed. Lilac, 1950
- Gilbert Lely, Vie du marquis de Sade, Paris, Jean-Jacques Pauvert, 1952-1957
- Jean-Jacques Pauvert, Sade vivant, Paris, Robert Laffont
  - t.I : "Une innocence sauvage 1740-1777", 1986
  - t.II : "Tout ce qu'on peut concevoir dans ce genre-là… 1777-1793", 1989
  - t.III : "Cet écrivain à jamais célèbre… 1794-1814", 1990
- Sade, Œuvres, t. II, édition établie par Michel Delon, Gallimard, Bibliothèque de la Pléiade, 1995